# 新文達移民鎮

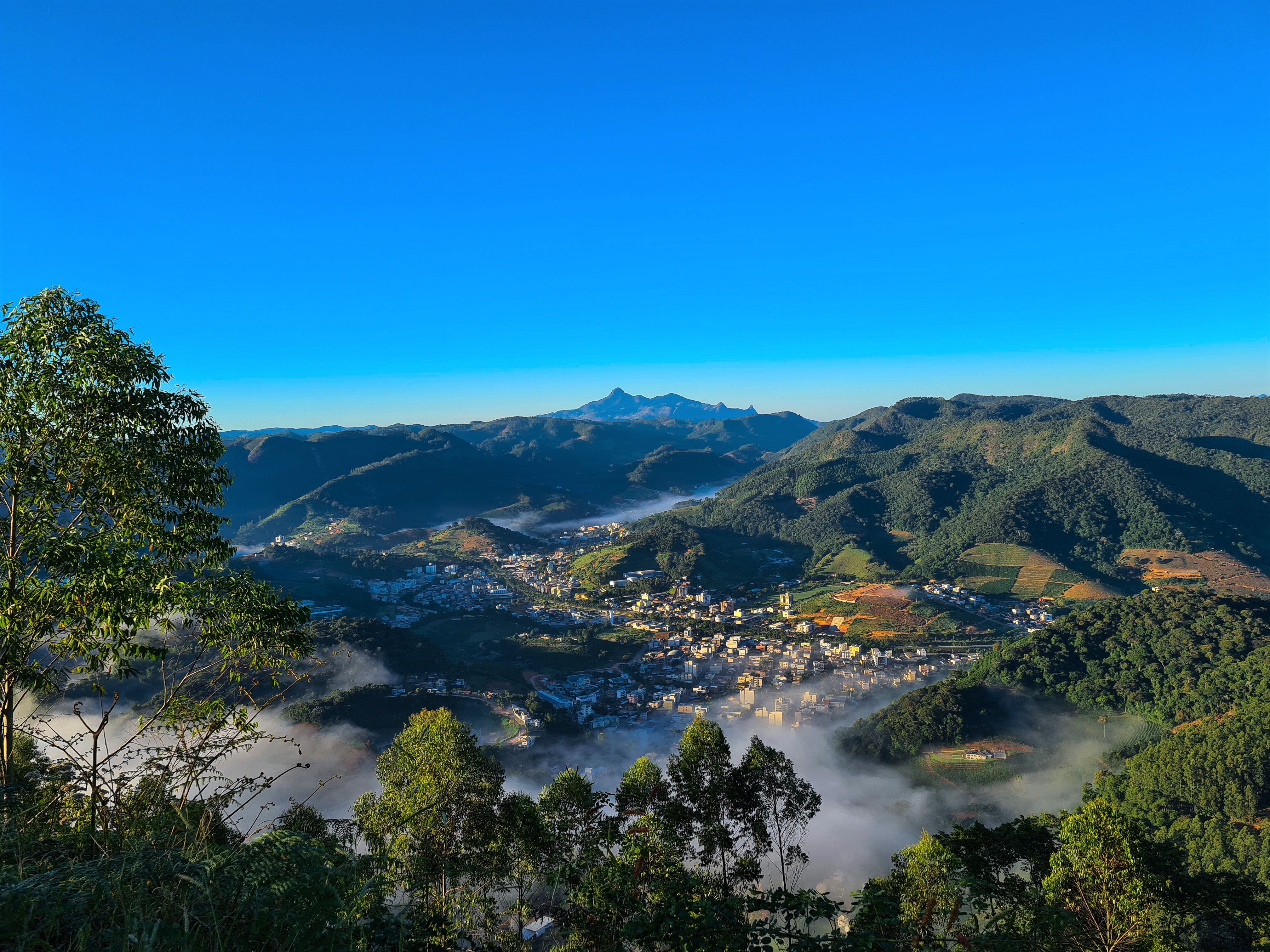
新文達移民鎮

20°20′24″S 41°08′06″W / 20.34000°S 41.13500°W
新文達移民鎮（葡萄牙語：Venda Nova do Imigrante），是巴西的城鎮，位於該國東南部，由聖埃斯皮里圖州負責管轄，始建於1988年5月6日，面積188平方公里，海拔高度730米，2010年人口20,468，人口密度每平方公里108.93人。